# Galleria di Hvalfjörður
La galleria di Hvalfjörður (Hvalfjarðargöng in lingua islandese) è un tunnel islandese lungo la strada Hringvegur.
Inaugurata l'11 luglio 1998, la galleria attraversa il fiordo di Hvalfjörður nei pressi di Reykjavík. Ha una lunghezza di 5.770 m e raggiunge una profondità di 165 m sotto il livello del mare. È stata la prima galleria islandese a pagamento; il pedaggio veniva riscosso al casello posto all'imbocco nord del traforo.
Dal 28 Settembre 2018 il passaggio è gratuito.